# Rendement (finance)
Pour les articles homonymes, voir Rendement.
En finance, le taux de rendement dégagé par un investissement, un placement ou une opération financière est le rapport entre le revenu obtenu et la mise de fonds initiale. La notion est voisine de celle de ratio de rentabilité.  Le rendement est, généralement, exprimé en pourcentage.

## Rendement sur investissement
Le retour sur investissement, ou rendement du capital investi, est un ratio qui permet de mesurer la rentabilité d'un investissement.
L'investissement étant réalisé dans un but productif, il est logique d'évaluer le retour, le rendement ou la rentabilité d'un investissement pour la durée de vie prévue de cet investissement. Ce rendement est une évaluation à moyen terme.

## Rendement d'un titre ou d'une opération de placement
Habituellement, la valorisation du rendement est réalisée sur la seule considération de la valeur future cumulée et actualisée des revenus attendus. Le taux actuariel détermine le taux (calculé selon le modèle actuariel) qui valorise le rendement d'une mise de fonds dans des produits ou montages financiers, tels qu'emprunt bancaire, obligation, action, part de Société civile de placement immobilier (SCPI), bon du Trésor..., ou toute autre forme de placement de nature financière.
Cependant, pour certains opérateurs, le rendement d'un titre ou d'une opération de placement comprend la prise en compte d'une plus-value en capital, correspondant à la variation du prix du titre ou de l'opération de placement détenu. Cette différence peut représenter une part importante du « rendement » de la mise de fonds initiale, dans le cas d'une spéculation à court terme ou d'une plus-value visée et obtenue à moyen ou long terme.
Le rendement d'un titre varie donc en fonction du cours du titre, c'est une valeur financière, à la différence de la rentabilité financière, qui est une valeur comptable, se calculant par rapport aux capitaux propres d'une entreprise. 

### Rendement d'une action
Le rendement d'une action (anglais : dividend yield), ou taux de rendement, est le rapport du dernier dividende versé au cours de l'action. 
Le taux de rendement est global, s'il tient compte de l'avoir-fiscal, ou net, s'il n'en tient pas compte. Le rendement ne prend en compte que les revenus versés par l'entreprise, sans inclure la plus-value ou la moins-value en cas de revente. Le rendement (au sens strict) représente une conception plus étroite que celle de rentabilité. Celle-ci tient compte des éventuelles plus-value ou moins-value.
Le bénéfice par action (anglais : Price Earning Ratio, ou PER) désigne le rendement de l'action d'une entreprise sous la forme du rapport entre le cours de bourse de cette entreprise et son bénéfice après impôts, ramené à une action.
| Secteur d'activité | Rendement (%) |
| Automobile         | 3,5           |
| Biotechnologies    | 0,5           |
| Immobilier         | 4             |
| Télécommunications | 6             |

### Rendement d'une obligation
Le rendement d'une obligation est le rapport du coupon à la valeur de l'obligation. Il est aussi appelé taux de rendement actuariel, et il varie au fil du temps, en fonction du cours de l'obligation, celui-ci étant le dénominateur du taux de rendement.